# Токарев ТТ-33
Токарев ТТ-33 (рус. 7,62-мм самозарядный пистолет Токарева образца 1933 года) је совјетски полуаутоматски пиштољ. Развио га је и дизајнирао је Фјодор Токарев 1930. године као службени пиштољ Црвене армије. Тиме је Т-33 заменио дотадашњи револвер Наган М1895 који је био у употреби још од времена Руске Империје.
Коришћен је масовно током Другог светског рата, а након тога је уведен у наоружање и других земаља источног блока, од којих су многе производиле своје домаће верзије. У наоружању Совјетске војске је замењен пиштољем Макаров ПМ.

## Развој
Револуционарно војно веће је 1930. одобрило тестирање новог пиштоља који би заменио постојећи застарели Наган М1895 револвер. Током тестирања, 7. јануара 1931. примећен је потенцијал пиштоља ТТ-30 којег је дизајнирао Фјодор Токарев. Неколико недеља касније наручено је 1000 ТТ-30 пиштоља за војне трупе, те је пиштољ усвојен у наоружање Црвене армије.
Иако је Токарев ТТ-30 стављен у производњу, на пиштољу су направљене дизајнерске промене за потребе поједностављивања производње. Извршене су мање промене на цеви и растављачу, док су окидач и метално кућиште пиштоља имплементирани. Тако је настао редизајнирани пиштољ ТТ-33. Модел ТТ-33 су совјетске трупе током Другог светског рата користиле у великим количинама, али није у потпуности заменио револвер Наган М1895 све до краја рата.

## Опис
Визуелно, ТТ-33 је веома сличан аутоматском пиштољу ФН Модел 1903 те је користио цев сличну оној од пиштоља из Браунингове серије M1911. ТТ-33 није дериват М1911 те се састоји од много једноставнијих делова. Такође, совјетски инжењери су додали и неколико измена како би се радни механизам пиштоља лакше производио и одржавао. Пиштољ је веома издржљив те приликом кориштења искривљених оквира не долази до унутрашњег оштећења механизма.
Токарев ТТ-33 користи муницију калибра 7,62×25mm Токарев, које је слично калибру 7.63x25мм Маузер који је користио пиштољ Маузер Ц96. Модел ТТ-33 се производио током Другог светског рата па све до 1950-их када је замењен модернијим пиштољем Макаров ПМ.

## Верзије
Први модел ТТ пиштоља био је ТТ-30. Верзија ТТ-33 је побољшани модел, како би дошло до поједностављене а тиме и убрзане производње пиштоља.
Немачки Вермахт је као ратни плијен "заробио" велику количину ТТ-33 пиштоља те су их њихове јединице користиле под ознаком Pistole 615(р). Немци су их употребљавали будући да су совјетски пиштољи користили оквире 7.62mm М1930 Тип П који су били замењиви са немачким метком 7.63x25mm Маузер. Због тога су Немци могли користити своју муницију у совјетским пиштољима.
Производња ТТ-33 је у Совјетском Савезу завршила 1954, али је настављена израда копија (на темељу лиценце или на други начин) у Кини (Тип 51, Тип 54, М20 и ТУ-90) и Пољској (PW wз.33). Мађарска је редизајнирала ТТ-33 те су њени пиштољи (М48) користила муниција калибра 9x19мм Парабелум као и извозна иначица за Египат (Tokagupt 58). Египатски пиштољи су имали велику примену у полицијским снагама.
У Југославији је фирма Застава оружје производила лиценцне копије под називима М57, М65 и 
 М70А, док су у Северној Кореји пиштољи произведени под називом Тип 68 или М68. Румунија је такође производила властите копије (TTC или Cugir Tokarov) током 1950-их. Ти пиштољи су у последњих неколико година увезени у САД у великим количинама. Међутим, како би пиштољи добили дозволу за увоз, на пиштоље је додана сигурносна блокада окидача. Полиција у Пакистану и данас користи ТТ пиштоље као оружје, иако ће према неслужбеним информацијама пиштољи бити замењени с 9mm Берета 92 и Глок пиштољима.
ТТ пиштољи се данас легално и илегално производе у фабрикама фирме Хубер Пас. Производња пиштоља је исплатива будући да је муниција калибра 7.62x25mm доста јефтина због великих залиха старих резерви. Муниција се производи у локалним фабрикама или се увози из Кине, где га производи војна индустрија Norinco.
ТТ пиштоље су највише користиле земље Источног блока које су већином израдиле властите моделе оригиналног ТТ пиштоља. У Совјетском Савезу је 1952. године ТТ-33 замењен пиштољем Макаров ПМ. Пиштољем су најпре наоружане војне трупе на првој линији. Макаров ПМ користио је као и Токарев ТТ-33 оквир с 8 метака али у новом калибру 9x18mm Макаров.
Кинески Норинко, главни произвођач оружја за кинеску војску, производио је властити модел Тип 54. Такођер постоји и комерцијална варијанта Токарев пиштоља који користе муницију 9x19mm Парабелум и намењени су извозу. Пиштољ је познат као Токарев Модел 213. Пиштољ је могао користити било коју врсту оквира од 9mm, без додатних модификација. Пиштољ је немогуће увести у САД због америчких забрана о увозу кинеског ватреног оружја, иако је старији Токарев Модел 213 увезен у земљу током 1980-их и 1990-их.
ТТ-33 данас је још увијек у служби кинеских и севернокорејских оружаних снага. Токарев је добио велику популарност међу колекционарима пиштоља и стрелцима због снажности, поузданости и расположивости јефтине муниције (у САД). Међутим, постоје притужбе на лош квалитет окидача. Такође, одвијач се протеже на вертикални кут те је неугодан за кориштење стрелцима.
Све у свему, Токарев је, као и његове 9mm варијанте, познат по својој једноставности и прецизности.

## Земље кориснице
- Совјетски Савез[7]
- НР Кина
- Северна Кореја
- СФРЈ
- Албанија
- Северни Вијетнам
- Пољска
- Мађарска
- Чехословачка
- Бугарска
- Румунија
- Нацистичка Немачка
- Финска
- Источна Немачка
- Авганистан
- Азербејџан
- Алжир
- Ангола
- Јерменија
- Бенин
- Бангладеш
- Белорусија
- Камбоџа
- Чад
- Република Конго
- Хрватска
- Египат
- Грузија
- Гвинеја
- Гвинеја Бисао
- Ирак
- Хрватска
- Египат
- Грузија
- Гвинеја
- Гвинеја Бисао
- Ирак
- Киргистан
- Лаос
- Либија
- Литванија
- Мадагаскар
- Малта
- Мауританија
- Молдавија
- Монголија
- Мароко
- Мозамбик
- Сијера Леоне
- Сирија
- Сомалија
- Шри Ланка
- Уганда
- Сомалија
- Уганда
- Замбија
- Зимбабве